# Usine de Bois Rouge
L'usine de Bois Rouge est une usine sucrière de l'île de La Réunion, située chemin Bois Rouge à Cambuston (commune de Saint-André).

## Histoire
La campagne sucrière de 2017 a pris deux mois de retard, en cause un conflit social entre les planteurs de canne et Tereos.
Lors de la campagne sucrière de 2018, plusieurs incidents techniques provoquent des retards de production,. En vue de la campagne sucrière de 2019, la société exploitante de l'usine, Tereos, investit 6 millions d'euros dans la modernisation de l'usine, dont une nouvelle tour refroidissante de 2,7 millions d'euros.

## Activités

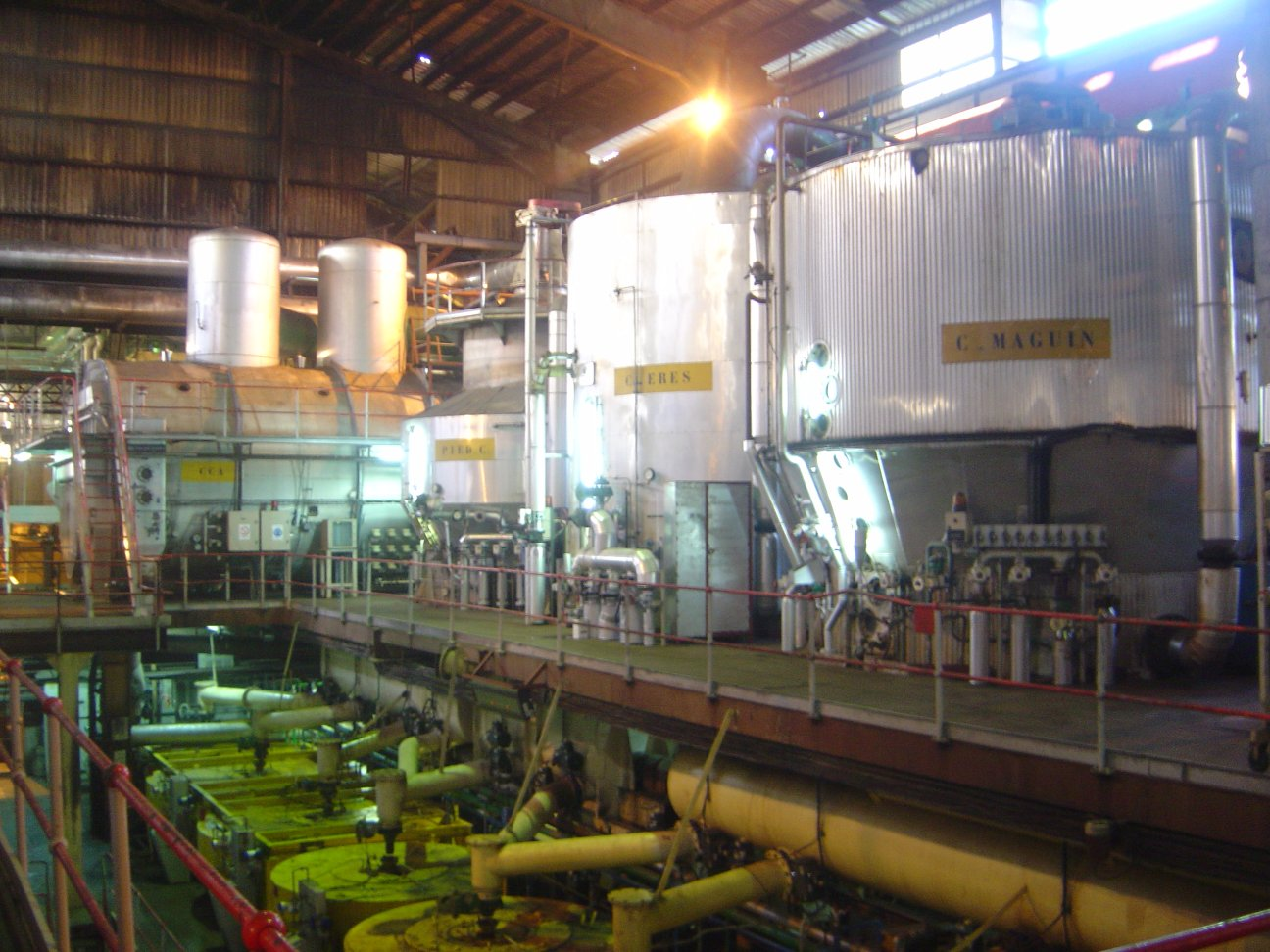
La fabrication du sucre à l'Usine Bois Rouge : les centrifugeuses

Située sur le littoral de la commune de Saint-André au nord-ouest de l'étang de Bois Rouge et à l'est de l'embouchure de la rivière Saint-Jean, elle constitue l'une des deux dernières installations de ce type encore en fonctionnement sur l'île, l'autre étant l'usine du Gol à Saint-Louis. Ce faisant, elle reçoit et extrait le sucre de l'ensemble des cannes récoltées sur la côte-au-vent de Saint-Denis à Sainte-Rose. 
L'usine donne à l'usine thermique de Bois Rouge en service depuis 1992 appartenant au groupe Albioma, la bagasse résultant de la transformation de la canne pour produire de la vapeur pour le traitement de la canne mais également de l'électricité pendant la campagne sucrière, selon le principe de la cogénération. Cette production d'énergie à partir de biomasse représente 15 à 18 % de la production annuelle. En dehors de la période sucrière, c'est le charbon qui est utilisé pour produire de l'électricité. La puissance de l'usine thermique installée est de 108 MW et elle a produit 721 GWh en 2007. Le recours au charbon est en cours de conversion à la biomasse,  avec l'office national des forêts et le recours à l'importation.
Au moment de la campagne sucrière, des visites sont organisées permettant de suivre la transformation de la canne à sucre, de la mélasse jusqu'à l'obtention du rhum.